# میدان‌های نفتی مکزیک

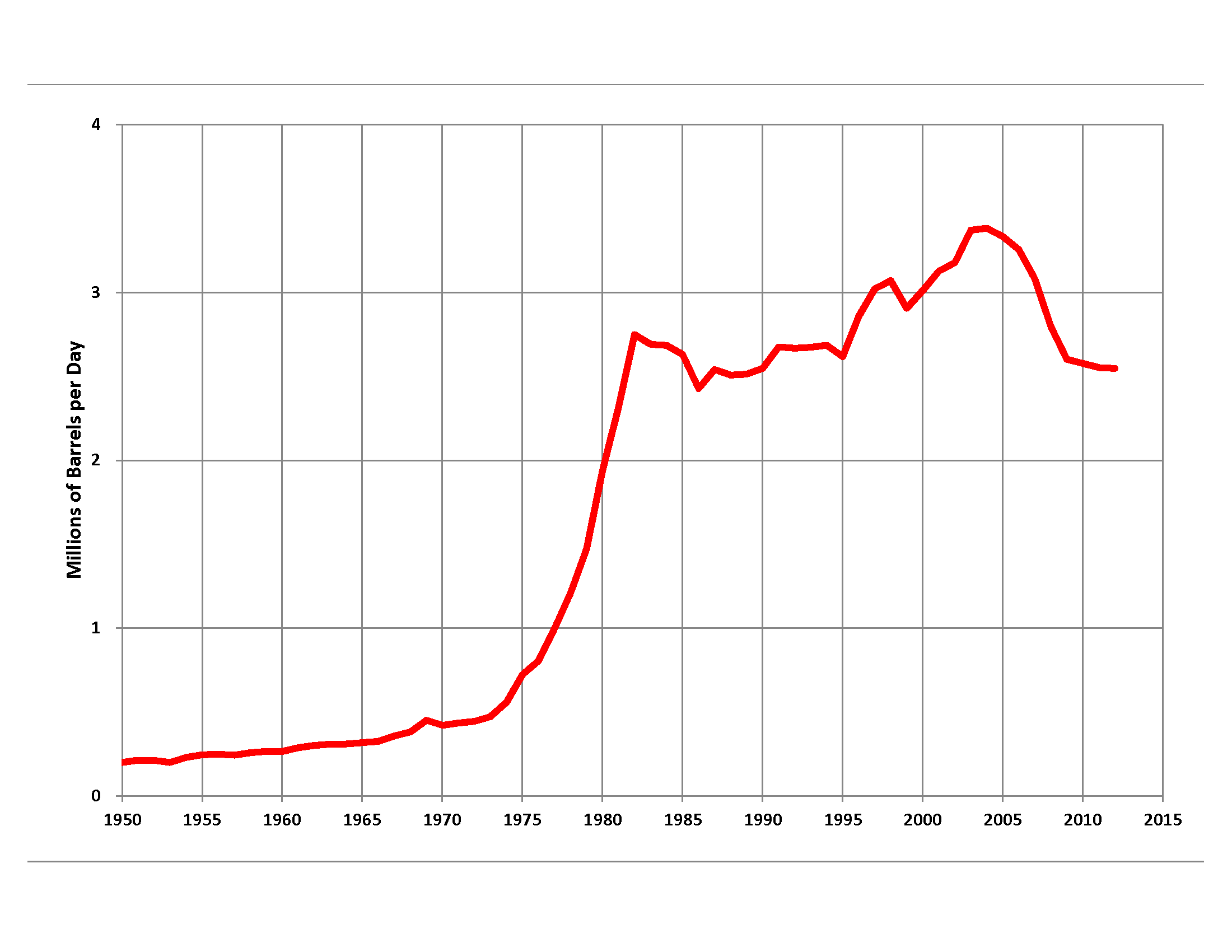
تولید نفت کشور مکزیک ۲۰۰۶

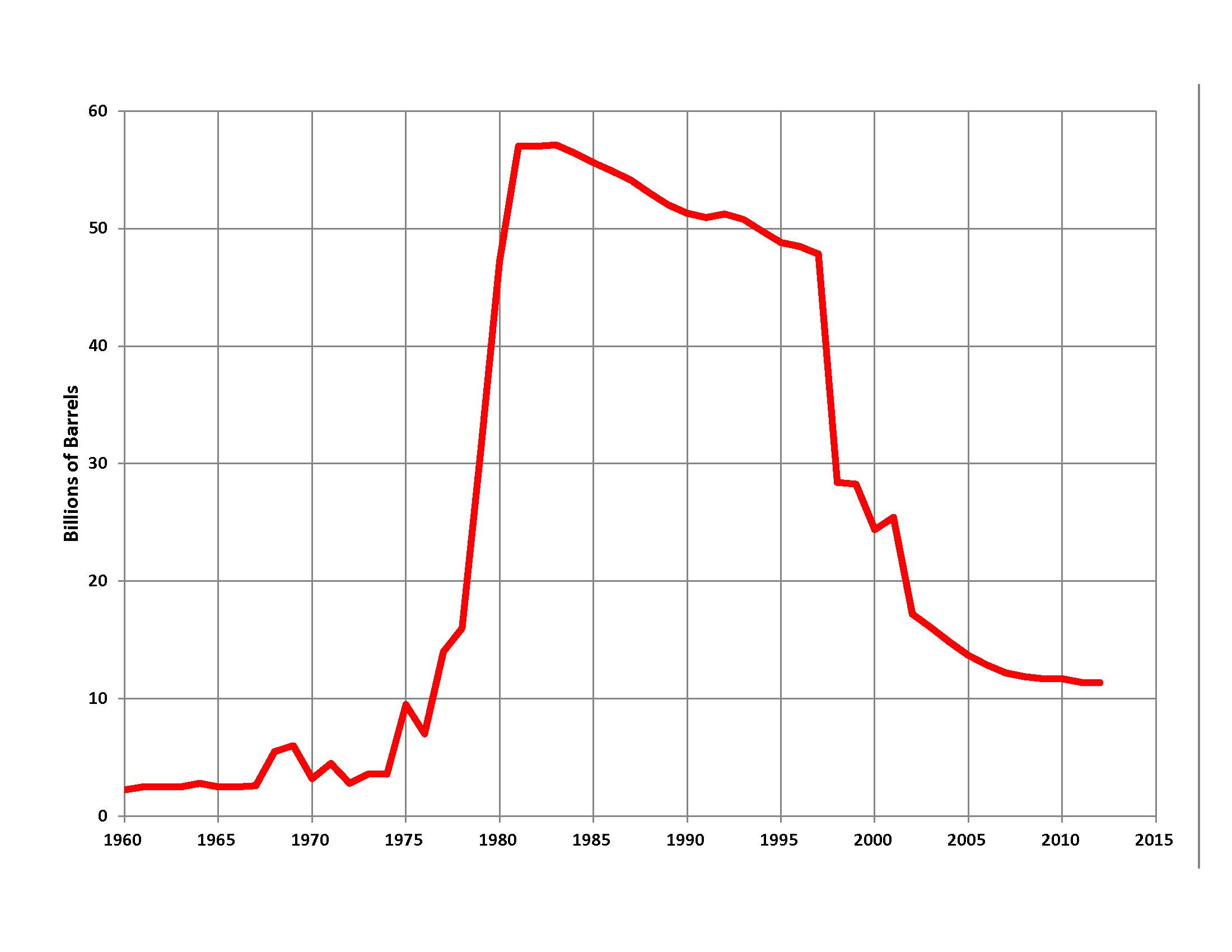
تولید نفت کشور مکزیک در سال ۲۰۱۳

مجلهٔ نفت و گاز او. جی. ژی در سال ۲۰۰۷ ذخایر اثبات شده نفت در مکزیک را برابر ۱۲٬۴ میلیارد بشکه تخمین زده‌است. در سال ۲۰۰۶ مکزیک رتبه ششم را از میان بزرگترین تولید کنندگان نفت در جهان داشته‌است. در حال حاضر تولید فراورده‌های نفتی این کشور ۳٬۷۱ میلیون بشکه در روز است که میزان تولید نفت خام آن، برابر ۳٫۲۵ میلیون بشکه در روز می‌باشد.
تولید نفت در مکزیک به سرعت در حال کاهش است. اداره اطلاعات انرژی آمریکا در سال ۲۰۰۷ میزان تولید فراورده‌های نفتی مکزیک را ۳٬۵۲ میلیون بشکه در روز اعلام کرد و همچنین در سال ۲۰۰۸ این عدد را ۳٬۳۲ میلیون بشکه در روز اعلام نمود، که میزان کاهش تولید این کشور را نشان می‌دهد.
مقامات مکزیک اعلام کرده‌اند که قصد دارند با استفاده از سرمایه‌گذاران خارجی، میزان تولید نفت خود را به سطح قبلی افزایش دهند.
قانون اساسی مکزیک حق تولید انحصاری نفت این کشور را تنها به یک شرکت دولتی اختصاص داده و آن شرکت نفت پمکس می‌باشد. در طول سال‌های گذشته، دولت مکزیک، به شرکت نفت پمکس تنها به عنوان یک منبع بزرگ درآمد نگریسته و در نتیجه سال‌ها استخراج و تولید نفت از چاه‌های این کشور، اکنون پمکس سرمایه کافی برای توسعه منابع جدید، با هزینه‌های بالا را ندارد و طبق قانون اساسی مکزیک، نمی‌تواند از تکنولوژی و سرمایه خارجی نیز استفاده نماید...
سرانجام در سپتامبر ۲۰۰۷، کنگره مکزیک برخی از این مشکلات را مورد تأیید قرار داد و اصلاحاتی در ارتباط با اساسنامه شرکت نفت پمکس را مورد اجرا قرار داد. این اصلاحات همچنان ادامه دارد.
از سال ۱۹۷۹ تا ۲۰۰۷، مکزیک در حدود ۶۰٪ درصد از نفت خود را از میدان نفتی کانتارل تولید نموده‌است. این میدان نفتی عظیم، در خلیج مکزیک قرار دارد. میدان کانتارل دومین میدان نفتی جهان، از نظر میزان تولید نفت می‌باشد.
بنا بر تخمین‌های زده شده در فوریه ۲۰۰۹ میدان نفتی چیکنتاپک (Chicontepec) که در سال ۱۹۲۶ کشف شده و در اختیار پمکس است خود حاوی ۱۳۹ بیلیون بشکه نفت است اما هنوز هیچ راه حل فنی برای بازیابی آن وجود ندارد. هزینه‌های استخراج بالا است و تولید نفت تا کنون کمتر از حد انتظار بوده؛ در ماه ژوئن، ۲۰۰۹ تولید تنها ۳۰٬۸۰۰ بشکه و در سه ماههٔ سوم سال ۲۰۱۰ فقط کمی بهتر، ۴۶٬۰۰۰ بشکه در روز بوده‌است. دولت مکزیک تا کنون ۳٫۴ میلیارد دلار در این میدان نفتی خرج کرده‌است.
در سال ۱۹۹۶ این میدان، ۱٫۱ میلیون بشکه در روز تولید داشته و بهره‌برداری از میدان کانتارل، در سال ۲۰۰۴ به اوج خود یعنی؛ ۲٫۱ میلیون بشکه نفت در روز رسیده‌است. در سال ۲۰۰۶ این میزان از ۲٫۰ میلیون بشکه در روز، در ماه ژانویه، به ۱٫۵ میلیون بشکه در روز در ماه دسامبر، کاهش یافت. در ژانویه ۲۰۰۸، پمکس اعلام کرد، که میزان تولید نفت میدان کانتارل در دسامبر ۲۰۰۸، با کاهش %۳۶ درصدی نسبت به سال گذشته، به ۸۱۱٬۰۰۰ بشکه در روز کاهش یافته‌است؛ که منجر به کاهش کل تولید نفت این کشور، به میزان ۹٫۲٪ درصد شد و تولید این کشور از ۳٬۱ میلیون بشکه در روز در سال ۲۰۰۷ به ۲٫۸ میلیون بشکه در روز در سال ۲۰۰۸ رسید. این میزان تولید نفت کمترین میزان از سال ۱۹۹۵ در مکزیک می‌باشد.